# Hrabstwo Hale (Teksas)

Piramida wieku hrabstwa

Hrabstwo Hale – hrabstwo położone w USA w stanie Teksas. Siedzibą hrabstwa jest miasto Plainview. Według spisu z 2020 roku liczba ludności spadła o 10,3% (od 2010) do 32 522 mieszkańców.
Jest to ważne rolnicze hrabstwo z dużymi stadami bydła (132 tys. – 2017). Także produkcja bawełny (4. miejsce) i kukurydzy należą do najwyższych w kraju. Poza rolnictwem główną działalnością jest wydobycie ropy naftowej i gazu ziemnego.  

## Dry county
Do 2008 roku hrabstwo należało do nielicznych hrabstw w Stanach Zjednoczonych należących do tzw. dry county, czyli hrabstw gdzie decyzją lokalnych władz obowiązywała całkowita prohibicja. Od 2008 roku w mieście Plainview rozpoczęto sprzedaż alkoholu. 

## Miasta
- Abernathy
- Edmonson
- Hale Center
- Petersburg
- Plainview

## CDP
- Seth Ward

## Sąsiednie hrabstwa
- Hrabstwo Swisher (północ)
- Hrabstwo Floyd (wschód)
- Hrabstwo Lubbock (południe)
- Hrabstwo Lamb (zachód)
- Hrabstwo Castro (północny zachód)
- Hrabstwo Hockley (południowy zachód)
- Hrabstwo Crosby (południowy wschód)

## Demografia
- Latynosi – 59,4% (Meksykanie – 56,6%)
- biali nielatynoscy – 33,8% (pochodzenia niemieckiego – 7,3%, irlandzkiego – 5,6%, angielskiego – 5,2%)
- czarni lub Afroamerykanie – 5% (Afrykańczycy – 3%)
- rasy mieszanej – 4,6%
- rdzenna ludność Ameryki – 0,7%
- Azjaci – 0,3%[6].

## Religia
Większość mieszkańców hrabstwa to protestanci. Członkostwo w 2020 roku:
- ewangelikalni (południowi baptyści – 30,9%, zielonoświątkowcy – ok. 10%, campbellici – 4,8% i inni)
- katolicy – 28,4%
- zjednoczeni metodyści – 4,4%
- świadkowie Jehowy – 1,3%
- mormoni – 1,0%.